# Theodor Zschokke
Theodor Karl Joseph Zschokke (* 16. Januar 1806 in Biberstein; † 18. Dezember 1866 in Aarau) war ein Schweizer Arzt und Naturforscher.

## Leben
Der älteste Sohn des Schriftstellers Heinrich Zschokke erhielt durch den Vater Privatunterricht. Ab 1821 besuchte er die Kantonsschule in Aarau. Parallel zum Schulbesuch absolvierte er von 1822 bis 1824 eine Lehre als Spengler. 1824 begann er ein Medizinstudium in Genf, das er in München und Berlin fortsetzte, wo er 1827 promovierte. 1828 legte er das Examen vor der aargauischen Sanitätsbehörde ab und arbeitete als Arzt erst in Frick, dann in Aarau. 1831 wurde er dort Garnisonsarzt, 1833 Bezirksarzt. Am 14. August 1832 heiratete er in Aarau Julie Koechlin. Ab 1836 war er Mitglied der städtischen, ab 1839 auch der kantonalen Schulbehörde. 1840 erfolgte die Wahl an die Kantonsschule als Lehrer für Naturwissenschaft. Daneben verfasste Zschokke als aktives Mitglied der Aargauischen Naturforschenden Gesellschaft eine grosse Zahl von Abhandlungen über eigene naturwissenschaftliche Untersuchungen.
Der Nachlass von Theodor Zschokke befindet sich im Staatsarchiv Aargau.